# Вадінська сільська рада
Ва́дінська сільська рада (рос. Вадинский сельский совет) — сільське поселення у складі Вадінського району Пензенської області Росії.
Адміністративний центр — село Вадінськ.

## Населення
Населення — 4384 особи (2019; 4918 в 2010, 4856 у 2002).

## Склад
До складу сільської ради входять:
| Населений пункт             | Населення, осіб (2002) | Населення, осіб (2010) |
| --------------------------- | ---------------------- | ---------------------- |
| Вадінськ, село              | 4771                   | 4891                   |
| Руська Шуриновка, присілок  | 40                     | 2                      |
| Татарська Шуриновка, селище | 14                     | 11                     |
| Щербаковка, село            | 31                     | 14                     |